# Războiul sino-nepalez
Războiul sino-nepalez (în nepaleză नेपाल-चीन युद्ध), cunoscut și sub numele de Războiul Sino-gorkha sau Campania lui Gorkha (în chineză {{{1}}}), a fost o invazie a Tibetului de către Nepal între 1788 și 1792. Războiul a fost purtat inițial între Gorkhalii nepalezi și armatele tibetane din cauza unei dispute comerciale legate de o problemă de lungă durată a monedelor de calitate scăzută fabricate de Nepal pentru Tibet. Armata nepaleză sub conducerea lui Bahadur Shah a jefuit Tibetul sub conducerea Qing, iar tibetanii tamang au semnat Tratatul de la Kerung, plătind un tribut anual Nepalului. Cu toate acestea, tibetanii au cerut intervenția chineză, iar forțele sino-tibetane sub conducerea lui Fuk'anggan au atacat Nepalul până la Nuwakot doar pentru a se confrunta cu un puternic contraatac nepalez. Astfel, ambele țări au semnat Tratatul de la Betrawati ca un impas. Războiul s-a încheiat cu Nepal acceptând termenii dictați de China. Nepal a devenit un stat tribut al lui Qing ( Nepalul menține diplomația și plătește tribut). Nepal a plătit tribut Chinei în 1792, 1794, 1795, 1823, 1842 și 1865. Atât Nepal, cât și Tibet au convenit să accepte suzeranitatea împăratului Qing.

## Prima invazie
În anul 1788, Bahadur Shah a trimis trupe gorkha sub comanda comună a lui Damodar Pande și Bam Shah să atace Tibet. Trupele gorkha au intrat în Tibet prin Kuti(Orășelul Nyalam)și au ajuns până la Tashilhunpo (la 410 km distanță de Kuti). O mare bătălie a avut loc la Shikarjong unde tibetenii au fost înfrânți. Panchen Lama și Sakya Lama au cerut apoi trupelor gorkha convorbiri de pace. Așa că trupele gorkha au părăsit Shikarjong și s-au îndreptat către Kuti și Kerung.
Când Împăratul Qianlong al Chinei a auzit veștile despre invazia Tibetului de către Nepal, el a trimis o mare parte din armata chineză sub comanda generalului Chanchu. Chanchu a aflat despre situație de la Lamas tibeteni. El a decis să stea în Tibet până când conflictul era rezolvat.
Reprezentativii Tibetului și Nepalului s-au întâlnit la Khiru în 1789 pentru conferința de pace. În conferință, Tibet era considerat responsabil pentru conflict și era nevoit să compenseze Nepalului pentru toate pierderile suferite. Tibet trebuia să plătească un tribut anual către Nepal de 50.001 de rupii pentru a își primii înapoi toate teritoriile pierdute în război. A fost numit Tratatul de la Kerung. Reprezentativilor nepalezi le-au fost date 50.001 de rupii ca primă instalare. Kerung, Kuti, Longa, Jhunga și Falak s-au întors Nepalului. Tibet, însă a refuzat să plătească tributul după primul an de la tratat. Ca o consecință, războiul dintre Tibet și Nepal continuă.